# 益田玉城
益田 玉城 （ますだ ぎょくじょう、1881年（明治14年）1月1日 - 1955年（昭和30年）4月22日）は、明治 - 昭和前期の日本画家。「玉城」は雅号。本名は「珠城」（たまき）と表記される。宮崎県都城生まれ。

## 略歴
同郷の山内多門とともに上京し、川端玉章（川端画学校）に入門の後、東京美術学校（現・東京藝術大学）日本画科選科修了。川端画学校･ 女子美術学校（現・女子美術大学）で後進を育成し、銀座3丁目にあった美術工芸品店㈱生秀館の図案部長も務める。
大正4年第9回文展にて《かの子屋の娘》が初入選、1920年・1921年・1928年・1929年の各年に帝展入選を果たし、1931年（昭和6年）には《姫街道》で無鑑査推薦となる。浮世絵・大和絵を研究する一方、1933年（昭和8年）第14回帝展無鑑査出品の《隅田川風景》など、昭和初期の女性風俗を扱った美人画も得意とした。1935年（昭和10年）新帝展の再改組運動にも関わった。
1955年（昭和30年）、74歳で逝去するまで精力的に内外各地を写生旅行した。1940年（昭和15年）には従軍画家として中支戦線を取材し、その成果を「日支事変画展」として発表した。
主要作品は、新帝展の再改組運動の拠点でもあった目黒雅叙園に遺され同美術館（1991-2002年）の管理下にあったが、現在は郷里の都城市立美術館の所蔵となっている。

## 作品
| 作品名             | 技法     | 形状・員数 | 寸法（縦x横cm） | 所有者             | 年代               | 出品展覧会 | 落款・印章                                                                                                 | 備考 |
| ------------------ | -------- | ---------- | --------------- | ------------------ | ------------------ | ---------- | --- | ---- |
| 武漢大学景観       | 絹本著色 | 額1面      | 63.5x70.7       | 東京国立近代美術館 | 1942年（昭和17年） | 献納展     | |      |
| 松下禅尼と北条時頼 | 紙本著色 | 額1面      | 181x181         | 神宮徴古館         |                    |            | 兄である安達義景の前で自ら障子を切り貼りし、訪ねて来くる息子・時頼に倹約の大切さを教えたいと語る松下禅尼。 |      |